# Colchester Green
Colchester Green – osada w Anglii, w hrabstwie Suffolk, w dystrykcie Babergh. Leży 27 km na północny zachód od miasta Ipswich i 98 km na północny wschód od Londynu.